# Грот (вітрило)

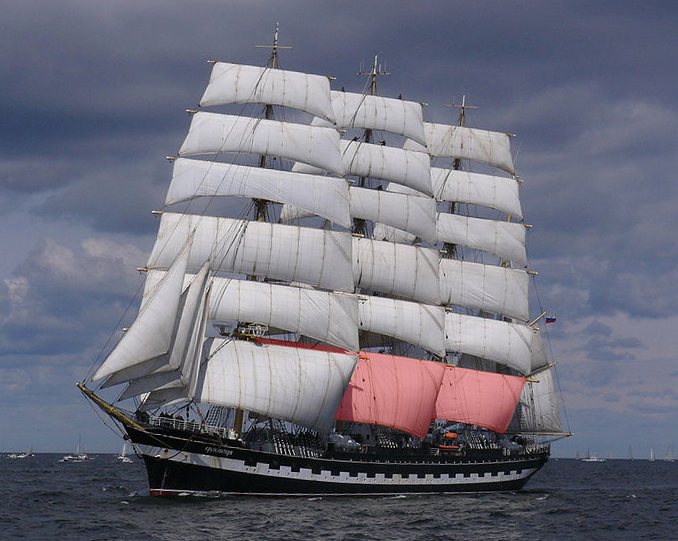
Гроти першої і другої грот-щогл барка «Крузенштерн» (виділено червоним).

Грот бермудського шлюпа (помічений червоним кольором).

Грот (від нід. grootzeil — «велике вітрило») — на вітрильних суднах (кораблях) нижнє пряме або косе вітрило на середній щоглі — грот-щоглі. Рея, на якій підіймають грот, називається грота-реєю. На однощоглових суднах гротом, як правило, називається заднє вітрило. Якщо судно має дві грот-щогли (барки), то вживаються назви «1-й грот» та «2-й грот».
На фрегатах, бригах і барках застосовуються прямі, на гафельних шхунах, бригантинах (шхуна-бригах), баркентинах, гафельних йолах і кечах — гафельні, на бермудських йолах, кечах і шлюпах — бермудські гроти. На бермудському шлюпі (найпоширенішому виді вітрильної яхти) грот — найбільше вітрило, встановлене позаду щогли і розтягнуте нижньою шкаториною по гіку.
Якщо судно не має постійного прямого грота, при попутному вітрі на грот-щоглі може підійматися тимчасове пряме вітрило — бригрот.